# José Escalante y Moreno
José Escalante y Moreno (Arizpe, Sonora, 14 de mayo de 1809-Hermosillo, Sonora, 6 de marzo de 1870) fue gobernador del estado de Sonora. 
Nació en la ciudad de Arizpe el 14 de mayo de 1809, sirvió muchos años en el ramo de Hacienda y en 1842 era administrador de la Aduana Terrestre de Guaymas. Diputado local en 1851; prefecto del distrito de Ures y nuevamente representante local. Por designación del Congreso se hizo cargo del gobierno el 8 de abril de 1861, presidió el periodo electoral durante la primera reelección del general Pesqueira y le devolvió el poder el 8 de junio siguiente, la circular que expidió con esta fecha decía así: "Restablecida en el Estado la tranquilidad pública, a cuyo fin fue necesario que el Excmo. Gobernador propietario Ignacio Pesqueira, tomase últimamente el mando en jefe de la Guardia Nacional en campaña, y de regreso ya S. E. de aquellas fatigas, ha vuelto a encargarse del mando político que tan dignamente obtiene y cuyo ejercicio se me encomendó durante las operaciones militares". 
Presidente de la comisión encargada de recaudar donativos en 1863 para los hospitales de sangre. Murió en Hermosillo el 6 de marzo de 1870.